# Marie-Sophie de Courcillon
Marie-Sophie de Courcillon, née le 6 août 1713 et morte à Paris le 4 avril 1756, est une aristocrate française de l'Ancien Régime. Devenue par mariage duchesse de Picquigny puis princesse de Rohan, elle est connue pour sa grande culture et pour le salon qu'elle tenait en l'hôtel de Soubise. Elle est petite-fille de Philippe de Courcillon de Dangeau, le célèbre mémorialiste de la cour du roi Louis XIV.  

## Biographie

### Enfance
Marie-Sophie de Courcillon est née le 6 août 1713. Elle est l'unique fille de Philippe-Egon de Courcillon, marquis de Courcillon (1684-1719), qui fut grièvement blessé à la bataille de Malplaquet, et de son épouse Françoise de Pompadour, la duchesse de La Valette (1694-1777). Marie-Sophie de Courcillon à pour grand-père maternel le marquis de Dangeau, célèbre mémorialiste et observateur des mœurs de la cour du roi Louis XIV. Elle a peu connu ces figures masculines au caractère affirmé. 
Par sa grand-mère maternelle, elle est une cousine des comtes, puis des princes du Saint-Empire romain germanique de Löwenstein-Wertheim-Rochefort. Elle est aussi cousine de Charles-Philippe d'Albert de Luynes, quatrième duc de Luynes, et aussi cousine de Louis-Charles d'Albert de Luynes, mémorialiste à la cour de Louis XV.

### Mariage
Elle épouse en 1729, en premières noces, Charles-François d'Albert d'Ailly, duc de Picquigny (1707-1731), lieutenant de la compagnie des Chevau-légers de la Garde du Roi. Il est le fils du duc de Chaulnes, le futur maréchal de France. Il meurt moins de deux ans après leur mariage. Leur unique fille, Marie-Thérèse d'Ailly, meurt âgée de six ans en 1736. Devenue alors duchesse de Picquigny, elle est devenue veuve âgée de seulement dix-sept ans. Mais elle ne tardera pas à se remarier.
Elle se remarie à dix-neuf ans, le 2 septembre 1732 à Paris, avec Hercule-Mériadec de Rohan-Soubise, duc de Rohan-Rohan, prince de Soubise et pair de France, âgé de quarante-trois ans de plus qu'elle, veuf ainsi qu'extrêmement fortuné. Il s'agit de fait d'un arrangement mondain. Membre de la Maison de Rohan, le duc avait alors le prestigieux statut de prince étranger, et donnait ainsi à Marie-Sophie l'appellation d'Altesse Sérénissime. Marie-Sophie obtient le titre de princesse de Rohan.
Elle a toute liberté pour ouvrir un salon littéraire et mondain à l'hôtel de Soubise. La jeune princesse de Rohan est amie avec la princesse de Guéméné, de dix ans plus âgée qu'elle et fille de son mari. L'hôtel de Soubise est, à son intention, entièrement décoré par Germain Boffrand. En 1737, la princesse de Rohan présente à la cour la toute jeune princesse de Soubise, âgée de seize ans et épouse le petit-fils de son mari, Charles de Rohan-Soubise, maréchal de France et prince de Soubise. 

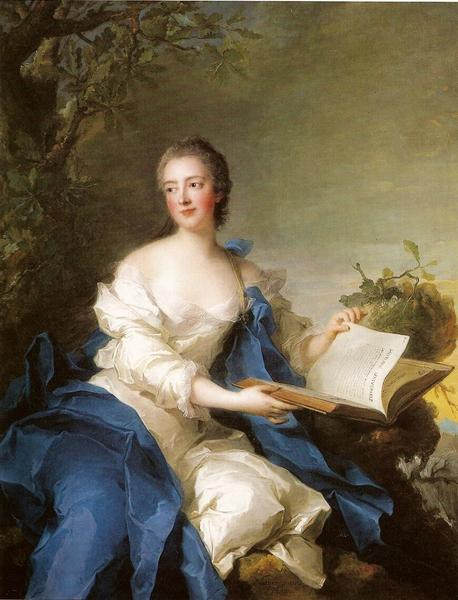
La princesse de Rohan par Jean-Marc Nattier, 1741.

Son époux meurt finalement en 1746, sans qu'ils eurent d'enfants. Elle aurait eu par la suite une liaison avec le duc de Richelieu, grand séducteur et veuf lui aussi. Elle fut peinte par le peintre Jean-Marc Nattier en 1741, portrait conservé au Toledo Museum of Art. 

### Décès
Dans son testament, elle lèguera 20000 livres aux pauvres de la paroisse Saint-Sulpice et elle demandera 12000 messes au couvent des Théatins. Elle meurt à Paris le 4 avril 1756, âgée de quarante-deux ans. Avec elle, la famille de Courcillon s'éteint. Elle est inhumée en l'église de La Merci à Paris le 7 avril 1756, sépulture traditionnelle des Rohan-Soubise, en présence de trois petits-enfants de son défunt époux : le chevalier de Rohan, le futur lieutenant-général des armées navales, le chanoine de Rohan, futur grand aumônier de France compromis par l'affaire du collier, et puis Mériadec de Rohan, le futur cardinal et archevêque de Bordeaux.

### Pages connexes
- Liste des peintures de Jean-Marc Nattier
- Hôtel de Soubise